# Francesc Soler Escámez
Francesc Soler Escámez (Sallent, Bages, 30 de gener de 1964), també conegut com a Kiku Soler és un alpinista i corredor de muntanya català.
Kiku Soler es un agent rural de la Generalitat de Catalunya al Berguedà, on viu, corre i escala, a més de ser especialista en treballs verticals i de muntanya a la seva feina. Ha estat corredor, seleccionador i tècnic de la Selecció Catalana de Curses de Muntanya. Ha estat pioner de les curses de muntanya a Catalunya i Espanya. El 1999 fou el guanyador de la primera marató de l'Aneto (1999), una gesta que repetí el 2001. Els anys 1999 i 2001 es proclamà campió d'Espanya. El 2001 fou campió d'Europa individual, el 2005 i 2006 es convertí en campió del món per equips amb la Selecció Catalana de Curses de Muntanya. Posteriorment, el 2008, fou nomenat seleccionador català de curses de muntanya, i membre de la comissió d'esportistes de la Federació Internacional de Skyrunning (ISF). Com a alpinista, ha participat en expedicions a l'Himàlaia, a pics com el Nun Kun, el Shisha Pangma, el Cho Oyu o el Gasherbrum II. Com ha corredor també ha participat en curses atlètiques de fons. Més enllà de la seva faceta d'esportista, ha estat autor del llibres com Curses de muntanya. Manual pràctic (2015) o articles de revistes especialitzades com «De les marxes de resistència a les curses de muntanya» a L'Erol: revista cultural del Berguedà, Núm. 148-149, p. 122-125 (2021).